# کره‌ای‌ها در ژاپن
کره ای‌ها در ژاپن (به ژاپنی: 在日本朝鮮人 Zainichi Kankokujin/Zainihon) شامل کره‌ای‌هایی که دارای اقامت دائم در ژاپن هستند یا شهروند ژاپن شده‌اند و مهاجرت آنها به ژاپن از قبل از سال ۱۹۴۵ آغاز شده‌است یا فرزندان این مهاجران هستند. آنها گروه متمایزی از اتباع کره جنوبی هستند که پس از پایان جنگ جهانی دوم و تقسیم کره به ژاپن مهاجرت کرده‌اند.